# Los ojos de los enterrados
Los ojos de los enterrados fue la última  novela de la trilogía bananera de Miguel Ángel Asturias (1899–1974), escritor y diplomático guatemalteco quien recibió el Premio Nobel de Literatura en 1967. La novela, escrita en 1956 y publicada en 1960 describe la vida en las plantaciones bananeras de la United Fruit Company en Guatemala y es el desenlace de la trama iniciada en Viento Fuerte y El Papa verde. Históricamente abarca desde la huelga en la costa atlántica en Guatemala hasta la caída del régimen pro-frutera del general Jorge Ubico en julio de 1944. Está basada en los tres actos del Popol Vuh, el libro sagrado de los indígenas guatemaltecos, y en episodios reales de la historia de Guatemala.

## Argumento
El tema principal de todas las novelas de Asturias es directa o indirectamente el pueblo, sobre todo, la población campesino-indígena guatemalteca, en la interpretación que hace de la realidad en que vive, la cual está dominada por la naturaleza tropical que la rodea, sus tradiciones étnicas y las condiciones semifeudales en que ha vivido aún después de la independencia de Guatemala en 1821 y la formación de la República en 1847.  Asturias representa esta realidad humana guatemalteca en el sentido de la vida espiritual de la población, su confrontación con el mundo y sus conflictos sociales.
El tratamiento del mito y la magia como elementos orientadores de la actuación social guatemalteca es fundamental en Los ojos de los enterrados. En primer lugar, se hace la alusión a la leyenda de los muertos que cierran los ojos cuando hay justicia: la novela es el comienzo de la edad de la justicia; la justicia después de que Geo M. Thompson expulsara a los campesinos de sus tierras para iniciar las plantaciones bananeras; la trama de la novela ocurre cuando el pueblo guatemalteco se convierte en protagonista activo. La acción va desde el fracaso de la huelga de los trabajadores en Izabal, la expansión del movimiento a las plantaciones de Tiquisate en la costa del Pacífico hasta culminar con la caída del general Jorge Ubico en julio de 1944.  Es, pues la historia de la Revolución de Octubre y de sus causas.
La novela empieza con la descripción de la vida en la capital del país: la presencia de norteamericanos de las de bases militares estadounidenses en Guatemala durante la Segunda Guerra Mundial, los cuales se mantienen constante juerga en un hotel de lujo de la Ciudad de Guatemala; y los jóvenes de la clase alta guatemalteca, quienes quieren imitar a los estadounidenses.  También están los indígenas a los que ayudó el accionista de la frutera en Viento Fuerte, los Cojubul quienes han americanizado su apellido, y ahora pretenden llamarse Keijubul.  En resumen: una aculturación a medias que no deja a la nueva generación sin una patria verdadera.
A continuación, Asturias describe a su personaje favorito: el pueblo guatemalteco: los humildes cuyas características físicas podrían resumirse en este retrato hecho a grandes rasgos: un campesino enjuto, barbilmapiño, de ojos achinados Este pueblo está representado en los trabajadores del salón donde disfrutan los estadounidenses; en los trabajadores de la calera, o los ceniceros que recogen la ceniza de las casas, quienes al final del día se recogen en sus casuchas construidas con pedazos de tablas, latas y cartones. Con el pueblo Asturias retrata la cultura popular del alma guatemalteca.
Luego describe las condiciones laborales de los trabajadores de la UFCO, para quien sólo cuenta el rendimiento en los platanares y el transporte eficiente de la fruta a los muelles costeros.  Los platanares se arrastran sobre cauces humanos, jadeantes, desnutridos, con el cabello sin cortar pegoteado a la frente, a la nuca, a las orejas. {...] El único refugio que le queda a los jaladores es el alcohol, pero ya no a modo de compensación sino a la desesperada: a aniquilarse.  Por estas pésimas condiciones de trabajo se amotinaron, pero la Bananera pide ayuda al gobierno de entonces que envió un convoy militar al mando de un general ¡que habla inglés! y que organiza una masacre.

## Personajes

### Octavio Sansur/Tabío Sam
Personaje que organiza el movimiento revolucionario.  Primero participa en una conspiración en contra del general Ubico, la cual fracasa cuando los conjurados se dieron cuenta de que en caso de una revuelta popular, sus propios intereses se verían afectado.  Luego, observa las revueltas de los estudiantes universitarios contra el gobierno en la capital.

### Malena Tabay
Maestra rural en Guatemala.  Conoció a Tabío Sam en el pueblecito en donde ejercía su labor docente, y se enamoró de él.  Se unió a la lucha revolucionaria de Sam y fue un importante miembro del comité organizador de la revolución.

### Geo M. Thompson
El papa verde: en las primeras dos novelas era el representante de la frutera para Guatemala, pero ahora ya es el presidente de la compañía.  Su nieto es un adolescente incontrolable que fue enviado a Guatemala para protegerlo de posibles ataques de los enemigos de Thompson.

### Personajes secundarios
1. La Consusino: mujer de avanzada edad propietaria de una cantina. Representa al pueblo guatemalteco que vive en las áreas marginales de la capital del país.
2. Clara María: querida del capitán Pedro Domingo Salomé. Se siente poseída de un mal incurable y recurre a la bruja Tonina Sansinar para que le haga una limpieza.[10]
3. La mulata Anastasia: sufrió el arrebato de sus tierras por parte del gobierno del general Jorge Ubico para dárselas a la United Fruit Company.  Tuvo que huir de la casa de sus padres hacia la capital donde se convirtió en una pordiosera.

### Publicaciones críticas sobre la obra
- Dessau, Adalbert (enero-abril. 1969). «Mito y Realidad en Los ojos de los enterrados, de Miguel Ángel Asturias». Revista Iberoamericana 35 (67): 77-86. Consultado el 3 de noviembre de 2022.

## Publicaciones selectas
- Asturias, Miguel A. (1978).  Navas Ruiz, Ricardo; Saint-Lu, Jean-Marie, ed. Los ojos de los enterrados. Obras Completas de Miguel Ángel Asturias (1.a edición). Francia, Klincksieck, y México: Fondo de Cultura Económica. ISBN 978-84-375-0146-8.